# Финн (Звёздные войны)
Финн (англ. Finn; изначальное имя как штурмовика FN-2187) — персонаж седьмой, восьмой и девятой частей киносаги «Звёздные войны».
Его, как и всех будущих штурмовиков, ещё в раннем возрасте Первый Орден забрал из семьи. Уже будучи молодым, FN-2187 понял, что ему не за что сражаться в Первом Ордене, и при первой возможности был готов бежать. Когда штурмовику было приказано провести пилота Сопротивления По Дэмерона до камеры, он спланировал с ним побег с базы на украденном TIE Fighter. Имя Финн было дано ему Дэмероном за схожесть с аббревиатурой FN. Роль Финна в фильмах исполнил Джон Бойега.

## Биография
Финн попал в ряды штурмовиков ещё младенцем, будучи отлучённым от семьи и отданным на воспитание Первому Ордену. Не помнил, кем были его родители. Он обучался в корпусе FN, где и получил личный номер FN-2187, заменивший ему имя. Служил под командованием капитана Фазмы. В его отряде были также бойцы FN-2199 («Девятки»), FN-2000 («Три Нуля») и FN-2003 («Неудачник»). Прозвищем FN-2187 было «Восемьдесят Седьмой» или просто Восемь-Семь. FN-2187 часто поощряло командование. Более того, его даже называли идеальным штурмовиком.

## Появление

### «Пробуждение силы» (2015)
Участвуя в миссии на планете Джакку, которая заключалась в том, чтобы получить информацию о местонахождении Люка Скайуокера, он пребывает в ужасе, когда Кайло Рен приказывает убить мирных жителей. На корабле ему поручают доставить пленника в камеру, но желая сбежать из Первого ордена, он помогает взятому в плен пилоту Сопротивления По Дэмерону сбежать и они улетают на TIE-истребителе. Истребитель сбит и падает на Джакку, и Финн предполагает, что По погибает, когда обломки корабля исчезают в дыре, образованной кораблём. Дроид По Дэмерона BB-8, который в то время был с Рей, узнаёт куртку По, которая была на Финне, и узнав, что По «погиб», расстраивается. Рей, увидев Финна, думает, что он является членом Сопротивления. Финн соглашается с её ошибочным предположением, надеясь, что она поможет ему доставить BB-8 к Сопротивлению, говорит ей, что у BB-8 есть фрагмент карты, на которой отмечено местонахождение Люка Скайуокера.
Скрываясь от Первого Ордена, они находят «Тысячелетний сокол» и после непродолжительного боя улетают с планеты. Когда их притягивает корабль, который, как они думали, принадлежит Первому Ордену, на борт заходят Хан Соло и Чубакка, вместе с которыми через некоторое время они уходят от банд, которым не отдал долг Соло. Они прилетают на планету Такодана к подруге Хана Маз Канате, которая обещает указать путь к Сопротивлению. После схватки с одним из штурмовиков, в которой он первый раз в своей жизни использует световой меч, Финн летит к базе Сопротивления, где узнаёт, что По Дэмерон жив, и встречает генерала Лею, C-3PO и спящего R2-D2. Финн рассказывает некоторые подробности о базе «Старкиллер» и утверждает, что знает, как отключить силовое поле базы. Прибыв на базу, команда берет в заложники капитана Фазму, и Финн под страхом смерти заставляет её отключить силовое поле.
Они встречаются с Рей, которая к тому моменту сбежала из плена. Кайло Рен встречает Финна и Рей в лесу, и говорит, что их борьба ещё не закончена. Финн активирует световой меч Люка Скайуокера и пытается сражаться с ним, но позже герой терпит поражение и теряет сознание. Затем Рей берет меч и начинает первую в своей жизни дуэль, в результате которой она, находясь над обрывом, в первый раз сознательно использует Силу и побеждает Рена. Рей и Чубакка спасаются с базы Старкиллер на «Тысячелетнем соколе» и приносят Финна, который всё ещё без сознания, на базу Сопротивления, где ему оказывают медицинскую помощь.

### «Последние джедаи» (2017)
Финн выходит из комы на борту флагманского крейсера Сопротивления и требует знать, где находится Рей. От Леи он узнаёт, что у неё есть маяк, который вернет Рей, когда это будет необходимо. Позже, после нападения на крейсер, в результате которого была убита большая часть основного руководства Сопротивления, а Лея находится без сознания, Финн берет маяк и собирается сесть в спасательный блок в надежде спасти себя и Рей от опасности, но его останавливает Роуз Тико, механик, чья сестра Пейдж, бомбардировщик Сопротивления, недавно погибла во время нападения на Первый Орден. Видя, как Финн пытается убежать, Роуз оглушает его и собирается сдать его как дезертира, но останавливается, когда Финн говорит ей, что Первый Орден может отследить крейсер по световой скорости. Роуз говорит Финну, что она может отключить трекер, а Финн говорит ей, что он знает, где на борту звёздного разрушителя находится трекер.
Роуз и Финн рассказывают свой план По, который обращается к Маз Канате за помощью, но она говорит им, что слишком занята и поручает им найти «мастера взломщика» в казино на планете Канто-Бэйт. Действуя вопреки приказам вице-адмирала Холдо, Финн и Роуз вместе с BB-8 похищают капсулу и отправляются в Канто-Бэйт. Финн изначально очаровывается роскошным образом жизни в казино, но его мнение меняется, когда Роуз говорит ему, что большинство людей стали богатыми благодаря продаже оружия Первому Ордену. Им удаётся найти «мастера взломщика», но их арестовывают и заточают в тюрьму за нарушение правил парковки. В своей камере они встречаются с Ди-Джеем, который предлагает им помочь, но они отказываются. Их решение меняется, когда на их глазах тот без усилий выходит из камеры, и они следуют за ним. Финн и Роуз убегают из тюрьмы, где они освобождают орду гоночных существ (фатиров) и убегают на одном из них. За пределами казино, после погони, которую устроили за ними, они садятся на корабль, который угнали BB-8 и Ди-Джей. Взломщик соглашается помочь им, и пока Финна одолевают сомнения по поводу того, что Сопротивление так же, как и Первый Орден, закупает оружие на чёрном рынке, Ди-Джей говорит о том, что на войне нет понятий «хорошие парни» и «плохие парни». Троица прибывает на борт главного Звездного Разрушителя и переодевается в офицерскую форму Первого ордена; Финн находит трекер, Ди-Джей вскрывает дверь, но прежде чем Роуз отключает трекер, их ловит капитан Фазма. Выясняется, что преступник, узнав их план, в обмен на деньги и корабль рассказал всё Первому Ордену, и теперь Финна и Роуз собираются казнить. Перед самым умерщвлением пленников крейсер Сопротивления «Раддус» таранит флагман на скорости света, и происходит разделение корабля на две части, что спасает героев.
Между Финном и Фазмой происходит бой один на один, в результате которого капитан погибает в огне. BB-8 на борту AT-ST спасает Финна и Роуз от штурмовиков.
Когда Первый орден готовит нападение на базу повстанцев на Крейте, Финн узнаёт оружие, которое они планируют использовать, чтобы уничтожить защиту взрывом, и наносит небольшой удар по Первому Ордену, намереваясь отключить пушку. Попытка отбить атаку врага, используя лыжные спидеры, проваливается, и По приказывает всем бойцам отступить, но Финн, жертвуя собой, пытается проникнуть в жерло пушки и уничтожить её изнутри. В последнюю секунду Роуз останавливает его, сбивая спидер Финна своим. Тико говорит ему, что войны заканчиваются победой «не сражением с тем, что мы ненавидим, а спасением того, что мы любим». После она его целует и падает без сознания.
Финн относит её на базу мятежников и просит для неё лекарство. Когда «Люк Скайуокер» появляется на Крейте, Финн предлагает направить силы, чтобы помочь ему, но По понимает, что Люк пришёл, чтобы дать Сопротивлению время покинуть базу. Найдя вместе с Дэмероном выход, Финн, который наконец воссоединяется с Рей, обнимает её перед посадкой в «Тысячелетний сокол». Затем Финн кладет одеяло на всё ещё не очнувшуюся Роуз.

### «Скайуокер. Восход» (2019)
Финн вместе с По перехватывает сообщение от крота Первого Ордена о том, что Император Палпатин (Иэн Макдермид) вернулся к жизни и планирует атаку на Сопротивление и Новую Республику в форме Последнего Ордена, огромного флота Звездных разрушителей типа «Ксистон», разработанных «Вечными ситхами». Затем Финн вместе с Рей, По, C-3PO и Чубаккой отправляется на пустынную планету Пасаана, где с помощью Лэндо Калриссиана (Билли Ди Уильямс) они находят кинжал, содержащий ключ к ориентиру ситхов, компасу для планеты ситхов Экзегол. На протяжении всего путешествия Финну явно есть что сказать Рей, но он не может найти время, чтобы сказать ей. Их путешествие приводит их к Киджими, где местоположение путеводителя извлекается из файлов памяти C-3PO, а затем к звездному разрушителю типа «Возрождение», где Финн и По отправляются спасать Чубакку, захваченного Первым Орденом. В процессе Финн и По попадают в плен к штурмовикам и собираются казнить, но их спасает генерал Хакс (Донал Глисон), который показывает, что он крот. Освободившись, Финн и По спасают Рей на борту «Тысячелетнего сокола» и направляются в систему Эндор, где путеводитель находится среди обломков второй Звезды Смерти.
На Кеф-Бир они сталкиваются с группой, связанной с Сопротивлением, во главе с женщиной по имени Джанна (Наоми Аки). Финн знакомится с Джанной, которая показывает, что она и все поселение на Кеф-Бир - бывшая 77-я рота Первого Ордена, поднявшие мятеж после битвы. Финн говорит ей, что он тоже покинул Первый Орден, и предполагает, что Сила свела их вместе и заставила их всех покинуть Орден. Финн и Джанна следуют за Рей на борту обломков, чтобы попытаться помешать ей противостоять Рену, но она делает это и почти убивает его, прежде чем исцелить его и уйти на борт корабля Рена. Без Рей и путеводителя Финн, По и Джанна возвращаются на базу Сопротивления, где узнают, что Лея умерла. По назначается исполняющим обязанности генерала, а По назначает Финна согенералом.
Финн узнает о местонахождении Экзегола на основе сообщений Рей, и он и По наносят удар по силам Вечных ситхов, включая флот ситхов, причем Финн и Джанна специально возглавляют наземную атаку на поверхность Непреклонного, чтобы остановить их навигацию. Когда атака подходит к концу, Финн и Джанна остаются на поверхности поврежденного Звездного Разрушителя, но в конечном итоге их спасают Лэндо и Чубакка на «Тысячелетнем соколе» и остальной флот Сопротивления; Финн объясняет свою веру в его спасение верой в Силу. После успешной атаки Финн празднует победу на базе Сопротивления, воссоединившись с Рей и По.

### The Lego Star Wars Holiday Special
Финн, открывший то, что он собирался сказать Рей о своем собственном осознании своей чувствительности к Силе, теперь тренируется у нее как джедай-падаван. Рей случайно оскорбляет чувства Финна во время тренировки, заставляя Финна использовать игрушечный деревянный световой меч вместо своего собственного. Рей ищет путь, ведущий ее в мир между мирами, позволяющий ей путешествовать во времени. Тем временем Финн планирует отпраздновать День жизни с По, Джанной, Роуз и Лэндо, ожидая прибытия семьи Чубакки. Во время своих путешествий Рей узнает от призрака Йоды, что терпение и понимание - важная часть обучения падавана; Показано, что Финн предотвратил падение дерева Дня Жизни с помощью своего деревянного светового меча. Когда Рей возвращается домой, она позволяет Финну нарезать жаркое «День жизни» своим световым мечом. По ошибке Финн прорезает весь стол, но Рей заверяет его, что поможет ему поправиться.

## Характер персонажа
Когда Джона Бойегу спросили, какие черты характера Финна ему наиболее близки, актёр ответил:

Я думаю, это необходимость сделать шаг к своему главному призванию, когда обстоятельства к этому не особо располагают. Потому что я молод, в самом начале своей жизни; ты ещё не слишком многого достиг, и тут тебе приходится совершать взрослые поступки, стать ответственным, работать и всё такое, когда мамочка и папочка уже не позаботятся обо всём за тебя. Мне кажется, что это путешествие сродни тому, в которое отправляется Финн, покидая Первый Орден. Он оставляет позади учебные планы, оставляет систему и отправляется в собственное путешествие.
Оригинальный текст (англ.)I think the element of having to step up to a bigger calling, when your circumstances don’t particularly reflect that. Because I’m young, at the beginning of my life; you haven’t really achieved much, and then you have to do that whole adulthood thing, get responsible, work and all of that stuff, no more mummy and daddy taking care of things. I feel like it’s the same kind of journey that Finn has when he leaves the First Order. He leaves a curriculum, he leaves a system and embarks on his own journey.
— Из интервью жарналу Variety
Он также отметил, что изначально большинство его решений было основано на адреналине. Например: «Хорошо, знаете, что? Я собираюсь просто получить этот бластер и убежать». Бойега далее отметил, что внутренний конфликт Финна не прост: «персонаж не просто влип, попал в необычные обстоятельства; сцены и сценарий доказывают это, и эту проблему нельзя просто стереть».
Изначально Финн собирался сопровождать По в Канто-Байт в «Последних джедаях», но сценарист и режиссер Райан Джонсон нашел сюжетную линию плоской, когда понял, что их диалоги взаимозаменяемы. Это привело к созданию персонажа Роуз Тико, которая будет бросать вызов и противопоставляться Финну.
В «Скайуокер. Восход» Финн пытается сказать Рей то, что он не хочет говорить перед По, но эта тема никогда не решается в фильме. Подразумевалось, что он признался, что любит ее, но Бойега опроверг это в Твиттере. Новеллизация фильма показывает, что Финн чувствителен к Силе, подразумевая, что это именно то, что он намеревался сказать Рей. Позже Абрамс подтвердил, что Финн действительно был чувствителен к Силе вскоре после премьеры фильма. В новеллизации также говорится, что Рей тоже верит в это, размышляя о том, каким джедаем он мог бы стать.

## Восприятие
Характер персонажа получил в основном положительные оценки от кинокритиков. Так, например, Джейми Грэм из GamesRadar похвалил персонажа, заметив, что он приносит интенсивность в сюжет и элементы юмора. Дрю МакВини из HitFix отмечает: «У Бойеги есть прекрасная комбинация эгоистичного страха и неохотного героизма, которую он отыгрывает прекрасно». Питер Трэверс из Rolling Stone назвал персонажа «бодро комичным и хитрым». Барр Ту с сайта Boston Globe, наоборот, назвал Финна слабым звеном истории, заметив, что персонаж Бойеги постоянно колеблется между благородными порывами и трусостью, пока зритель не потеряет какой-либо интерес к персонажу.
Тот факт, что один из главных героев седьмого эпизода — темнокожий, вызвал гнев у части фанатов «Звёздных Войн». Джон Бойега, актёр, игравший Финна стал получать в социальных сетях множество оскорблений на расовой почве. Позже Бойега назвал персонажа Финна провальным и утверждал, что введение Финна, как одного из ключевых чернокожих персонажей было скорее маркетинговым ходом. Так как в реальности сценаристы со слов актёра не сумели определиться с ролью Финна в общем сюжете, в отличие от Рей и Кайло Рена, и, вместо развития персонажа, сделали из него «статиста» и затем предпочли скинуть с сюжетной линии. Бойега сказал, что именно такое решение стало причиной того, что Фин стал самым «ненавистным персонажем» в новой трилогии, а сам актёр стал главной мишенью со стороны фанатов-расистов, отправляющих оскорбления и угрозы Бойеге в социальных сетях. Актёр говорил, что именно продолжительная травля в интернете склонила его к чёрному активизму и интересу к движению Black Lives Matter, а виноватыми в этом он видит создателей новой трилогии.